# Kitchinganomodon crassus
Kitchinganomodon crassus è un terapside estinto, appartenente ai dicinodonti. Visse nel Permiano superiore (circa 259 - 254 milioni di anni fa) e i suoi resti fossili sono stati ritrovati in Africa. È considerato uno dei più grandi dicinodonti del Permiano.

## Descrizione
Questo animale doveva essere di grandi dimensioni; in confronto ad altri dicinodonti dello stesso periodo, Kitchinganomodon era un gigante. Il solo cranio raggiungeva i 75 centimetri di lunghezza. Come tutti i dicinodonti, anche questo animale possedeva un grosso becco simile a quello di una tartaruga. Al contrario di molti altri dicinodonti, Kitchinganomodon era sprovvisto delle due caratteristiche zanne superiori simili a canini, anche se erano presenti due escrescenze ossee dell'osso mascellare dirette verso il basso. Questa caratteristica si riscontra anche in altre forme simili quali Rhachiocephalus ma anche in dicinodonti più piccoli quali Oudenodon ed Endothiodon. 
Kitchinganomodon doveva possedere un corpo massiccio a forma di botte, sorretto da quattro arti brevi e robusti, posti diagonalmente rispetto al corpo. Kitchinganomodon era caratterizzato da una grande protuberanza che circondava il foro pineale. Le ossa nasali erano dotate anch'esse di protuberanze, situate interamente sopra la narice esterna. Il muso era molto smussato e ampio; il palatoquadrato era molto ossificato, ed era presente un'enorme ossificazione anteriore del sopraoccipitale, che quasi entrava in contatto con lo sfenetmoide. 

## Classificazione
Kitchinganomodon possiede una storia tassonomica piuttosto complicata. I primi resti fossili, rinvenuti in Sudafrica nella "Cistecephalus Assemblage Zone", nei pressi di Ferndale (Graaff-Reinet), e vennero descritti inizialmente da Robert Broom nel 1948 come una nuova specie del genere Platycyclops (P. crassus). Altri fossili rinvenuti successivamente nei pressi di Katbosch (Graaff-Reinet) e di Doornberg (New Bethesda) vennero denominati rispettivamente Platycyclops acutirostris e P. pricei da Broom e George nel 1950. Solo nel 2002 una revisione dei materiali da parte di Michael Maisch portò all'istituzione di un nuovo genere, Kitchinganomodon, per questi fossili; tutti i fossili vennero attribuiti a una sola specie, K. crassus, la prima a essere descritta. Altri fossili attribuiti a questa specie sono stati scoperti nel bacino di Luangwa, in Zambia.
Kitchinganomodon crassus è un rappresentante derivato di un particolare clade di dicinodonti noto come Cryptodontia, comprendente alcune forme come Oudenodon e i Geikiidae. In particolare, Kitchinganomodon sembrerebbe essere vicino all'origine di quest'ultimo gruppo, insieme all'affine Rhachiocephalus, e come questo viene incluso nella famiglia Rhachiocephalidae (Kammerer et al., 2013).